# Kielbasa

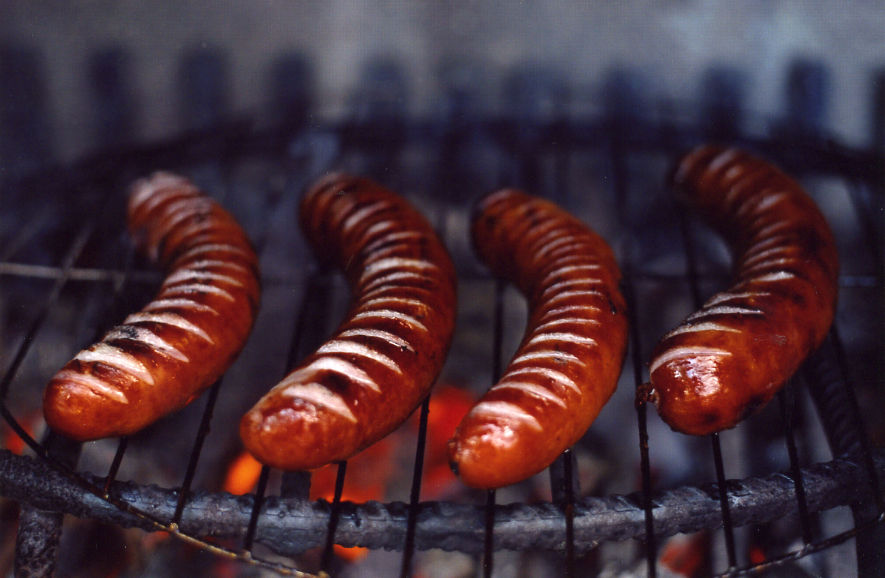
Unas kielbasa a la brasa.

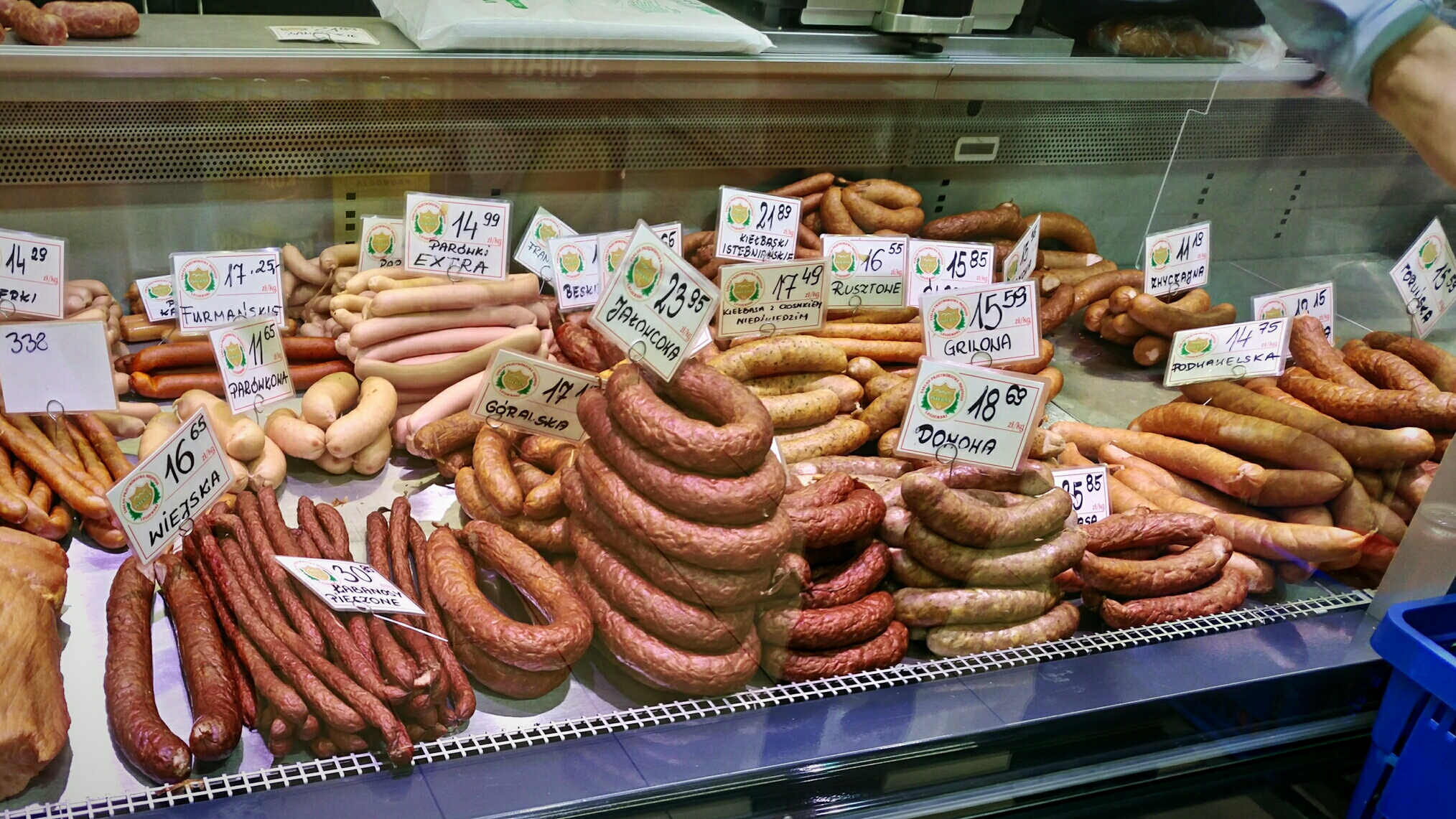
Varios tipos de kielbasa.

Kielbasa (procedente del turco: külbastı "chuleta asada a la parrilla") (en polaco escrito como kiełbasa y pronunciado [kʲewˈbasa] Pl-kiełbasa.oggⓘ) es una palabra genérica en idioma polaco para una salchicha de origen polaco. La mayoría de las kielbasas en Polonia se venden de dos maneras: normal o seca (en polaco "sucha"). La seca tiene la ventaja de que puede durar mucho más tiempo, mientras que sigue conservando todo el sabor de la original. Normalmente la variedad seca 
se consume fría, mientras que la normal puede ser fría o cocida y es esta la que se usa en los guisos tradicionales
polacos, como por ejemplo bigos.

## Variedades
Esta salchicha es una variedad de cocina polaca y tiene una docena de variedades, ahumado o frescas, pero basado casi siempre en carne de cerdo (aunque en muchas áreas, está disponible en carne de vaca, y a veces de pavo, caballo, cordero, o bisonte), cada región tiene su propia especialidad. Las variedades populares incluyen: 
- kabanos, es una salchicha fina, secada al aire condimentada con semilla de alcaravea, elaborada originalmente de carne de caballo (pero hoy generalmente se encuentra de cerdo o de pavo)
- krakowska, una salchicha picante y ahumada que lleva pimienta y trozos de ajo gruesos, rectos; su nombre viene de Cracovia. Es de mayor tamaño y solo se consume en rebanadas. Es una de las salchichas de mejor sabor y calidad.
- wiejska (pronunciado en polaco /ˈvʲejska/), es una salchicha en forma de U elaborada de cerdo y ternera, contiene mejorana y ajo, su nombre significa "campestre" o "rural" (del polaco "wieś" - campo, pueblo).
- myśliwska, es un tipo de salchicha de cerdo, parecida a wiejska pero de mejor calidad. Su nombre significa "cazadora".